# 벨 시스템
벨 시스템(Bell System)은 벨 텔레폰 컴퍼니(Bell Telephone Company)와 AT&T가 이끄는 회사 시스템으로, 1877년부터 1984년까지 독점으로 여러 번 미국과 캐나다에 전화 서비스를 제공해왔었다. 1983년 12월 31일자로 이 시스템은 독과점과 관련하여 미국 법무부의 명령에 따라 독립 회사로 나뉘었다.
미국의 일반 대중은 자국의 대부분 지역에서 전화 서비스에 대해 거의 독점적인 영향력을 행사했으므로 구 대기업 용어가 포함된 '마 벨'(Ma Bell,"Mother Bell"과 같이)을 사용하여 종종 이 대기업의 모든 측면을 언급하는데 이 명칭을 사용했다. 많은 자회사 및 전화 회사를 지칭하기 위해 여전히 많은 사람들이 사용하고 있다. 마벨(Ma Bell)은 이제는 때때로 벨 시스템 녹음의 다양한 여성 목소리(Mary Moore, Jane Barbe 및 Pat Fleet, AT & T의 현재 음성)를 지칭하기 위해 사용되기도 한다.

## 같이 보기
- 노던 텔레콤